# Willebrord Snellius
Willebrord Snellius (1580 – 30 tháng 10 năm 1626, Leiden), còn được viết là Willebrord Snell, tên khai sinh là Willebrord Snel van Royen, là một nhà thiên văn và nhà toán học người Hà Lan, giáo sư toán ở Đại học Leiden. Ở phương Tây, đặc biệt là ở các nước nói tiếng Anh, tên ông gắn với định luật khúc xạ ánh sáng (định luật Snell-Descartes) cùng với René Descartes. Tuy vậy, định luật này đã được khám phá trước đó nhiều thế kỉ bởi Ibn Sahl (năm 984) và Witelo vào Thời Trung cổ.
Một miệng hố trên Mặt Trăng được đặt tên là Snellius để vinh danh ông.

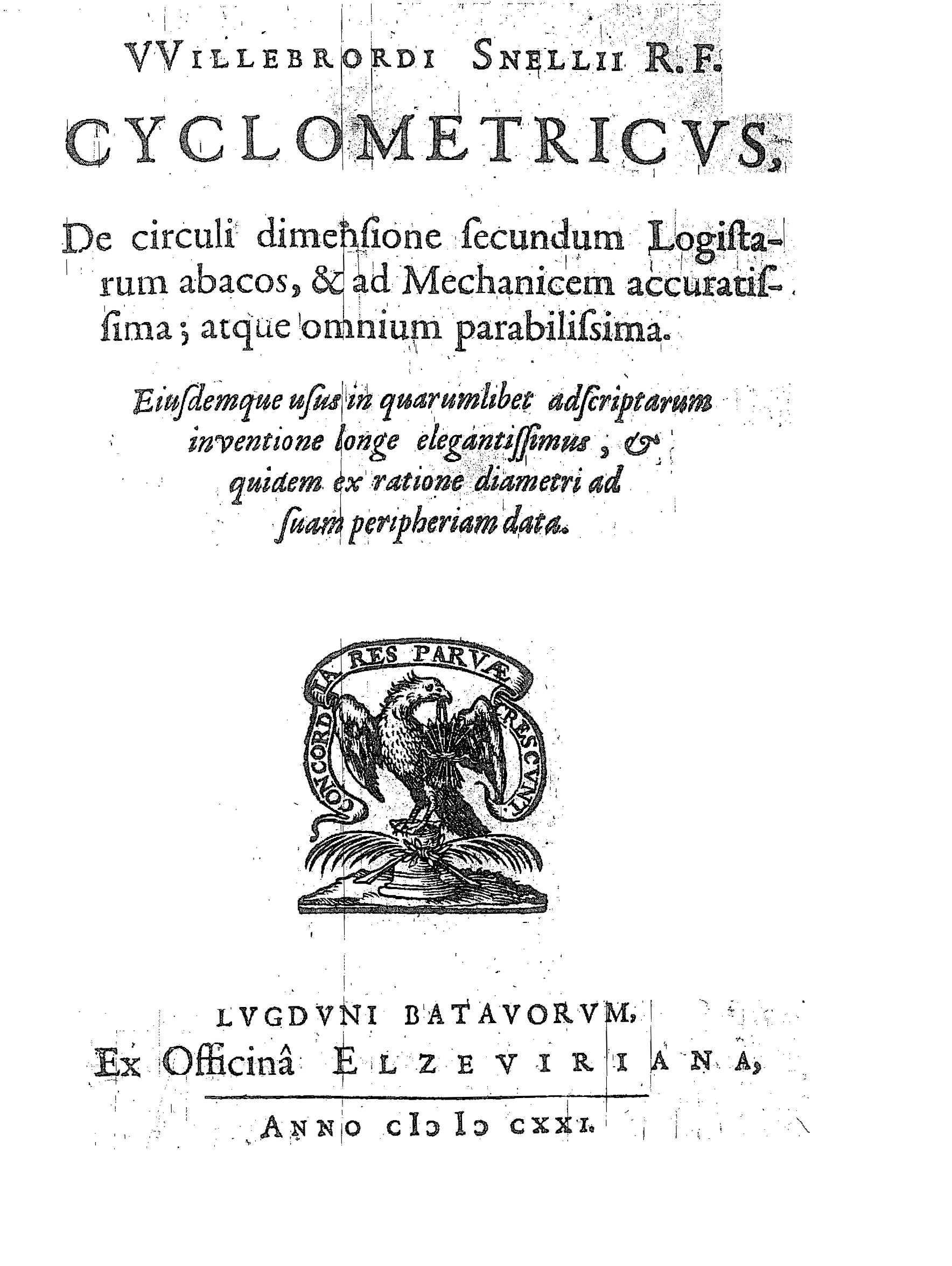
Cyclometricus, 1621